# Estran

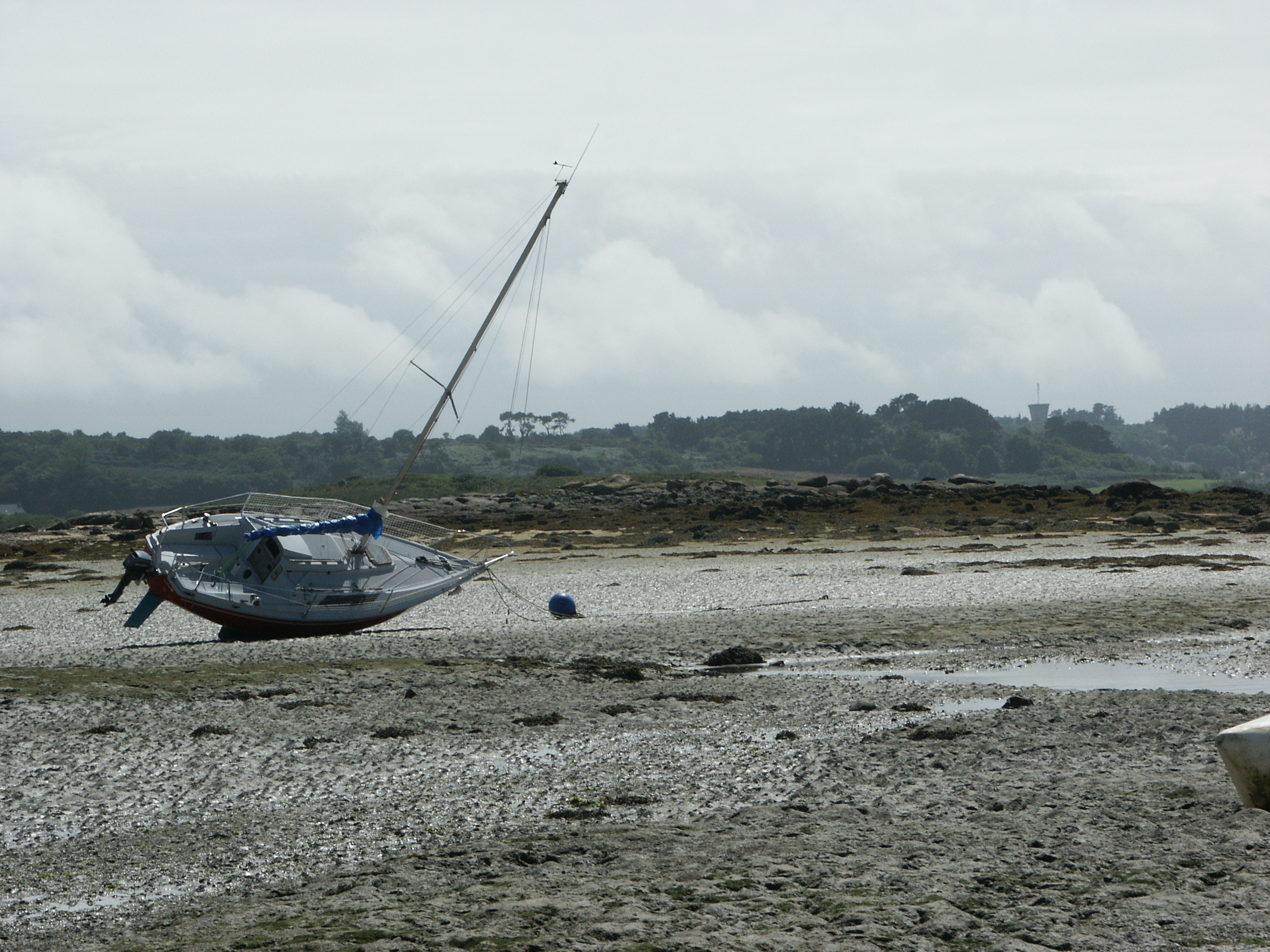
Estran à marée basse dans les Côtes-d'Armor, en France.

Pour les articles homonymes, voir Estran Cité de la mer et Batture (homonymie).
L'estran, batture, zone de balancement des marées, zone de marnage, zone intertidale ou replat de marée également appelé foreshore (de l'anglais) en sédimentologie, est la partie du littoral située entre les limites extrêmes des plus hautes et des plus basses marées. Il constitue un biotope spécifique, qui peut abriter de nombreux sous-habitats naturels.
Il est découpé en trois étages, de haut en bas : l’étage supralittoral, l’étage médiolittoral et l’étage infralittoral.
La répartition des organismes sur l'estran dépend de nombreux facteurs physiques (substrat, température, qualité et quantité de lumière, rythme de la marée immersion/émersion, hydrodynamisme), chimiques (salinité, pH, nutriments, gaz, niveau de pollution), et biologiques (interactions biologiques avec micro-organismes, épibiontes, endophytes, prédateurs, symbiotes, parasites). Cette frange littorale est caractérisée par une zonation biologique plus ou moins marquée : zonation verticale (étagement littoral selon les niveaux d'immersion) et horizontale (en lien avec l'hétérogénéité des micro-habitats) de la flore et de la faune.

## Terminologie

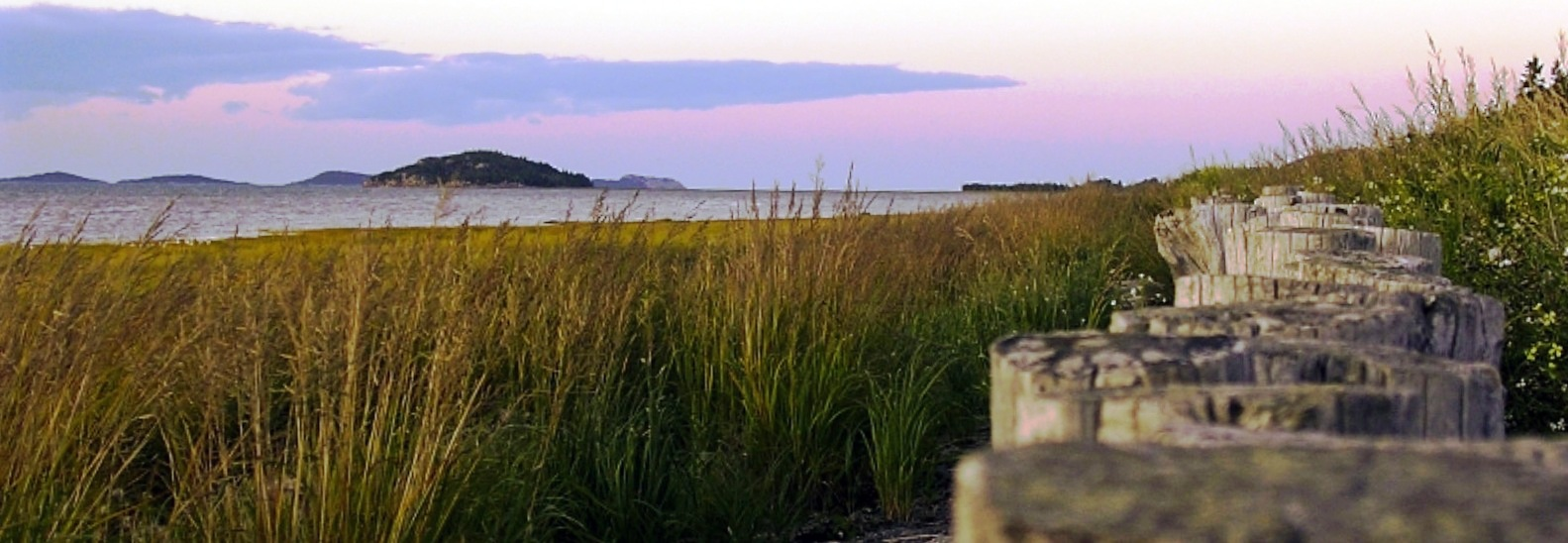
Battures du fleuve Saint-Laurent.

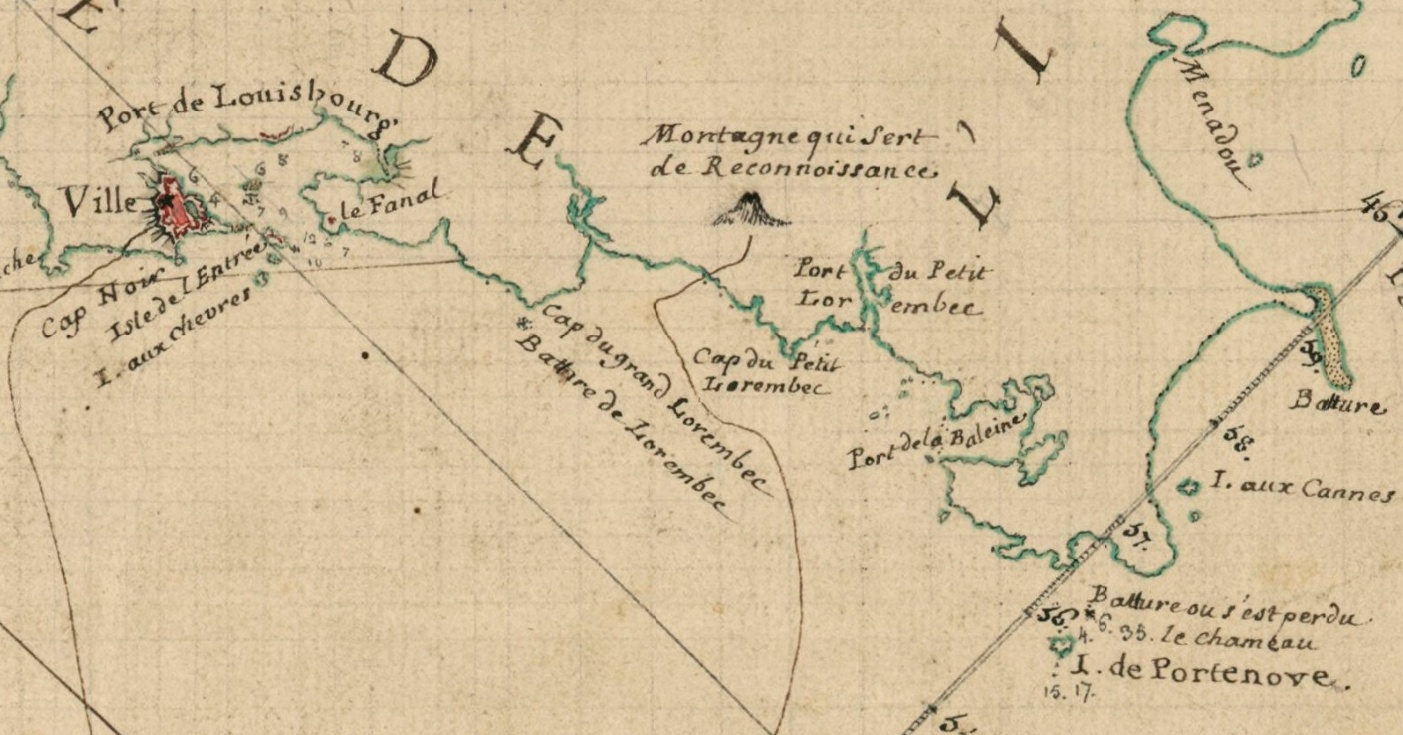
Carte de 1751 signalant des zones de battures sur les côtes de l'île Royale (Nouvelle-Écosse).

L'estran est aussi appelé batture en Amérique du Nord francophone. On utilise aussi pour le désigner le terme « zone de marnage » ou l'anglicisme « zone intertidale » (de l'anglais tidal signifiant « relatif à la marée ») ; en termes administratifs et juridiques, on emploie aussi l'expression « zone de balancement des marées ».
Provenant du néerlandais, et utilisé en français, un estran vaseux prend le nom de « wadden » (qui se répartit en slikke, nu ; et schorre, fixé par la végétation,).  
Historiquement, le mot estran signifie « délaissé sableux de la mer ». Il est attesté sous la forme estrande dans un texte normand au XIIe siècle et a déjà plus ou moins le sens qu'on lui connaît aujourd'hui. Le terme picard stranghe, estranc, attesté au XVIIe siècle, puis estran, est, avec le terme normand, la source du mot français, mais de manière directe. Il s'agit d'un emprunt au moyen néerlandais strang, au sens de « grève ». Il est à mettre en rapport avec le terme actuel strand en anglais, allemand, néerlandais ou suédois.

## Localisation dans le monde
Ce sont des milieux en régression forte et rapide partout dans le monde, mais qui restent mal connus, car ayant longtemps été moins bien cartographiés que d'autres milieux littoraux, bien qu'étant l'un des écosystèmes côtiers les plus vastes et très important en termes de services écosystémiques.
Fin 2018, une cartographie haute résolution, basée sur plus de 700 000 images satellite de la Terre, a précisé leur étendue et leur évolution récente (1984-2016, soit 33 ans, le temps d'une génération humaine).
Les zones intertidales à substrats sableux, rocheux ou vaseux, soumises à une inondation régulière, couvrent plus de 127 921 km2 de la surface terrestre (entre 124 286 et 131 821 km2, pour un intervalle de confiance à 95 %).
Environ 70 % de ces zones sont situées sur trois continents : l'Asie (44 % du total), l'Amérique du Nord (15,5 % du total) et l'Amérique du Sud (11 % du total). En termes de pays, 49,2 % sont dans huit pays (Indonésie, Chine, Australie, États-Unis, Canada, Inde, Brésil et Birmanie).
Certaines régions ont fait l'objet de suivis depuis plusieurs décennies, dont en Asie de l’Est, au Moyen-Orient et en Amérique du Nord : selon cette étude, environ 16 % de la surface (entre 15,62 et 16,47 %) y a été perdue entre 1984 et 2016.

## Caractéristiques de l'estran

### Géomorphologie
Le terme estran recouvre des faciès géomorphologiques très différents qui se traduisent par l'installation de populations végétales et animales diversifiées. En considérant les côtes bordant des mers présentant des marées importantes, il est aisé d'observer trois systèmes principaux :
- l'estran rocheux ou platier, faiblement incliné, composé de substrats durs ; ces substrats permettront l'installation d'algues qui pourront servir de nourriture à certains animaux ; les irrégularités de ce même substrat ainsi que les algues présentes leur fourniront aussi des abris de choix ;
- l'estran sableux ou plage. Qu'elles soient de sable ou de galets, les plages correspondant à des zones d'accumulation (parfois d'érosion) de sédiments ; ces substrats mous ne permettront que très difficilement la fixation d'algues ou de plantes ; les animaux seront plus rares et le plus souvent en position endogée ;
- l'estran vaseux ou wadden[6]. Il correspond à des vasières de la frange littorale (marais maritime), des vasières d'estuaires, où les apports terrigènes sont plus ou moins importants, se déposant sous forme de boues ; dans les régions tropicales et équatoriales, où les fleuves ont des débits hors du commun, avec des apports terrigènes considérables, ces zones d'accumulation sédimentaire donnent naissance aux mangroves.

### Exondation et inondation
L'estran est recouvert, au moins en partie, lors des pleines mers, et découvert lors des basses mers. La durée d'exondation (le retrait de la mer) des différentes parties de l'estran dépend de leurs emplacements par rapport au niveau moyen de la mer et du nombre de marées par jour (deux sur les côtes atlantiques de la France, mais une seule dans certaines régions du globe). L'alternance cyclique de périodes d'exondation et d'inondation (appelées aussi périodes d'émersion et d'immersion) est un des facteurs qui conditionnent l'étagement littoral (répartition verticale des communautés animales ou végétales qui se disposent en ceintures en principe parallèles au rivage).
Exposés à l'air libre pendant les périodes d'émersion, les organismes qui vivent en milieu intertidal sont soumis à des  stress abiotiques : dessiccation, conditions d'anoxie/hypoxie, variations importantes de température et salinité. L'adaptation des organismes à ces conditions se manifeste par une résistance à la dessiccation (en) et aux variations de température (tégument, cuticule, coquille et exosquelette imperméables chez les espèces sessiles, déplacements vers des endroits humides et ombragés — surplombs, anfractuosités, masses algales, mares intertidales — chez les espèces vagiles, vie endogée chez les espèces des biocénoses marines), une réduction du métabolisme, une augmentation des taux de ventilation et d'extraction d'oxygène (vie sur une réserve d'eau, sur le stock d'oxygène dissous fixé par l'érythrocruorine, pigment respiratoire plus oxygénant jouant le rôle de bouteille d'oxygène, respiration de l'oxygène atmosphérique lorsque l'air est humide). La végétation (ainsi que, pour partie, les espèces animales) se répartit verticalement selon une zonation en étages parallèles aux différentes hauteurs de marée et qui traduit la capacité des différentes espèces à supporter les changements environnementaux induit par l'exondation. La zonation de la flore et la faune intertidales est déterminée aussi par les gradients de salinité et les capacités spécifiques d'osmorégulation,.

### Hydrodynamisme
L'exposition de l'estran à l'action de la mer n'est pas anodine. Une côte ouverte recevant la houle du large sans que celle-ci ne rencontre d'obstacle n'aura pas la même structure qu'une côte abritée.

### Structuration verticale
La structuration en « étages » est la conséquence des périodes plus ou moins longues d'exondation de l'estran en fonction du positionnement du lieu étudié. Plusieurs facteurs interviennent :
1. L'humidité : celle-ci peut provenir de l'eau de mer ou de la pluie ;
2. La température : un estran subit de grandes variations de température quand il est exondé (gel en hiver, fortes températures en été) ; par contre les variations de température sont faibles quand il est immergé ;
3. La salinité ;
4. Les conditions d'anoxie/hypoxie ;
5. La lumière : les flux lumineux sont assez vite arrêtés par les couches d'eau.

Sur une côte rocheuse, quatre grands étages peuvent être définis (supralittoral, médiolittoral, infralittoral et circalittoral). Sur un estran sédimentaire ou en estuaire, la structuration verticale des plages est beaucoup moins nette.

## Écologie
L'estran étant alternativement recouvert par la mer et exposé à l'air, il est propice à un écosystème spécifique, adapté à la fois aux conditions maritimes et aériennes, capable de résister aux effets de la force des vagues, et des courants et marées, ainsi qu'aux effets de la déshydratation et des UV à marée basse. L'estran a un fonctionnement différent en zone estuarienne, dans les zones polaires et en milieu tropical (les marais à mangroves peuvent occuper la zone de l'estran, de même que des structures coralliennes).

### Biodiversité

#### Flore
La flore comprend des espèces d'algues qui se répartissent sur l'estran en fonction de leur mode de vie et de la nature du substrat. La flore dite « supérieure » ne comporte qu'un petit nombre d'espèces adaptées aux variations de salinité ou à l’exondation fréquente.

#### Bactérie

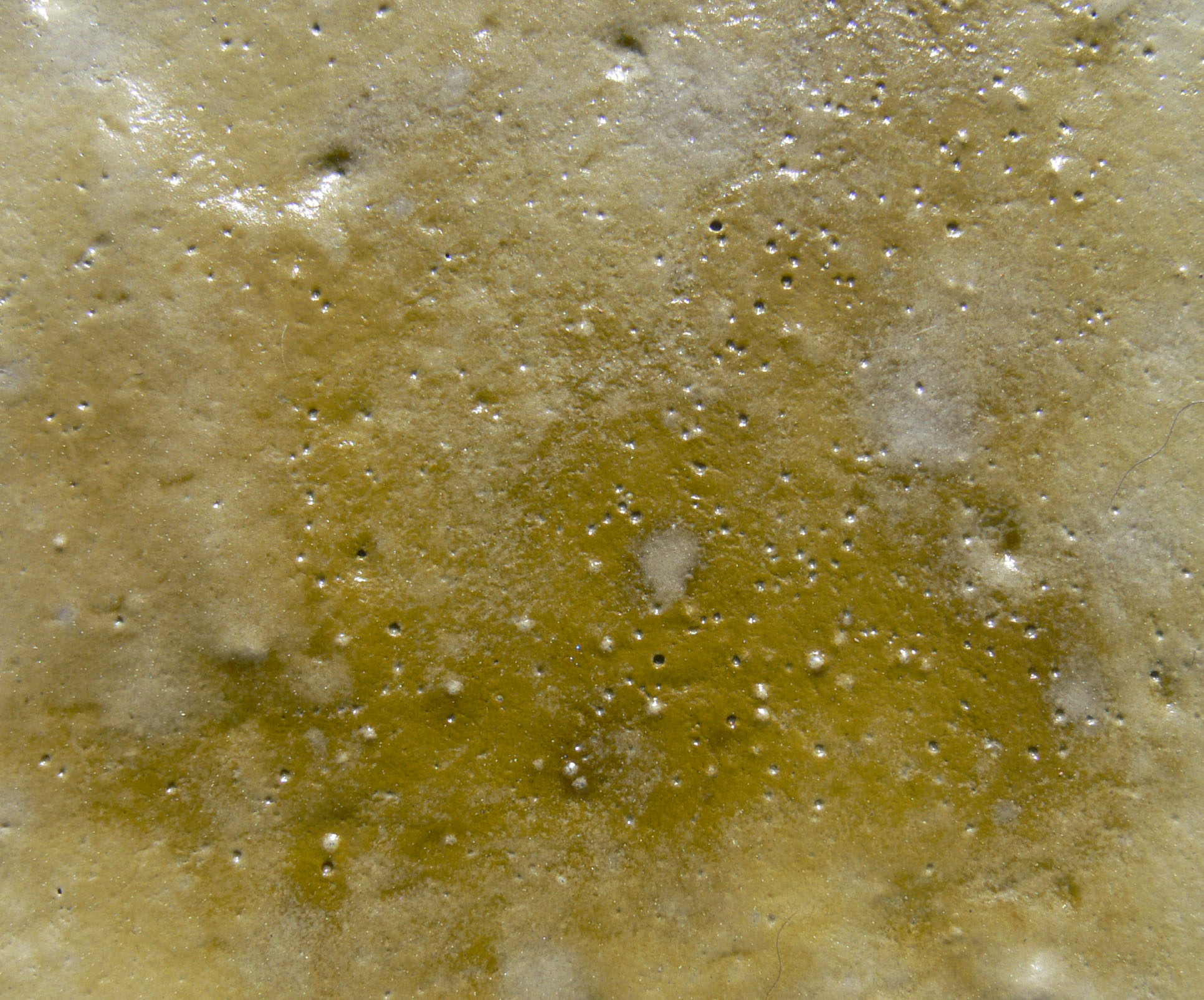
Biofilm superficiel intertidal, en grande partie photosynthétique sur vase estuarienne exondée, se formant à marée descendante ; c'est une source de nourriture essentielle pour le Bécasseau d'Alaska (et de nombreux invertébrés qui trouvent là jusqu'à 50 % des ressources énergétiques dont ils ont besoin.

Un grand nombre d'espèces d'algues et bactéries vivent dans la colonne d'eau des estuaires (formant notamment le « bouchon vaseux ».
Le « biofilm intertidal » qui recouvre les vasières, constamment renouvelé est aussi une source de nourriture importante. On a montré par l'étude conjointe d'enregistrements vidéo et du contenu stomacal et d'isotopes stables comme marqueurs, que le Bécasseau d'Alaska (Calidris mauri) se nourrit en grande partie d'algues et de bactéries qu'il trouve dans le biofilm intertidal.
Auparavant, ce type de biofilm était uniquement considéré comme une source de nourriture pour les invertébrés rapeurs et quelques poissons spécialisés, mais on a montré qu'il constitue en fait de 45 à 59 % de la ration alimentaire totale d'un oiseau comme le Bécasseau d'Alaska, en lui fournissant environ la moitié (50 %) de son « budget énergétique » quotidien.
Ce constat implique aussi une concurrence entre cet oiseau et les invertébrés herbivores consommateurs primaires qui exploitent également cette ressource. Mais il est également possible qu'en remuant la couche superficielle du sédiment, l'oiseau favorise la régénération naturelle du biofilm qui à marée haute peut alors être consommé par les invertébrés aquatiques.
En outre, comme les taux de « pâturage » individuels sont estimés à sept fois la masse corporelle par jour, et que les colonies de bécasseaux d'Alaska atteignent souvent des dizaines de milliers d'individus, les oiseaux de rivage se nourrissant de biofilm pourraient avoir des impacts « majeurs » sur la dynamique sédimentaire. En théorie, ces biofilms devraient ou pourraient profiter de l'eutrophisation générale de l'environnement, mais le dragage et le chalutage, l'apport de polluants piégés par le biofilm ou susceptibles de l'altérer (pesticides, antifoulings, cuivre…)  peuvent aussi interférer négativement avec sa régénération et donc sa productivité.
La forte productivité phytoplanctonique induit une biomasse importante des invertébrés, le benthos,qui confère à l'estran une place essentielle dans le réseau trophique et exerce une influence sur les écosystèmes marins. La productivité du milieu est souvent attestée par la présence d’une avifaune quantitativement et qualitativement de grand intérêt, comme dans la baie de Saint-Brieuc. Les données nouvelles sur sa valeur nutritionnelle mettent en exergue « l'importance des processus physiques et biologiques de maintien du biofilm pour la conservation de certains oiseaux de rivage et des écosystèmes interditaux ».

#### Faune
La mobilité des animaux benthiques occupant l'estran permet de répartir ceux-ci en trois grandes catégories écologiques : les espèces sessiles (fixés à demeure sur un substrat, telles que les coquillages — moules, etc., les anémones de mer et les plumes de mer), les espèces mobiles regroupant les organismes sédentaires (espèces peu mobiles telles que les Echinodermes — étoiles de mer, oursins, etc. — et les Gastéropodes — patelles, littorines, limaces de mer, escargots de mer et de roche) et les organismes vagiles (espèces très mobiles telles que les décapodes — crabes, crevettes — et les poissons benthiques — gobies, blennies, syngnathes, etc. — qui se réfugient dans les flaques à marée basse) qui généralement migrent dans l'étage intertidal avec chaque inondation.
La faune typique de l'estran inclut de nombreux invertébrés mais aussi des vertébrés. Les espèces ne sont pas nombreuses, mais certaines font preuve d'une haute productivité.

### Habitats
L'estran recouvre une très grande variété d'habitats différents classés différemment selon les différentes typologies d'habitats.
La classification European Union Nature Information System en compte trois grandes catégories : « Dunes côtières et rivages sableux », « Galets côtiers », et « Falaises, corniches et rivages rocheux, incluant le supralittoral ». La classification Corine Biotope comprend 10 catégories d'habitats littoraux : « Mers et océans », « Bras de mer », « Estuaires et rivières tidales (soumises à marées) », « Vasières et bancs de sable sans végétations », « Marais salés, prés salés (schorres) », « steppes salées et fourrés sur gypse », « Dunes côtières et plages de sable », « Plages de galets », « Côtes rocheuses et falaises maritimes », et « Ilots, bancs rocheux et récifs ».
La directive habitats définit 5 grands types d'habitats côtiers, subdivisés en plusieurs sous-types : 
- Eaux marines et milieux à marées
  - Bancs de sable à faible couverture permanente d'eau marine
  - Herbiers à posidonies (Posidonion oceanicae)
  - Estuaires
  - Replats boueux ou sableux exondés à marée basse
  - Lagunes côtières
  - Grandes criques et baies peu profondes
  - Récifs

- Falaises maritimes et plages de galets
  - Végétation annuelle des laisses de mer
  - Végétation vivace des rivages de galets
  - Falaises avec végétation des côtes atlantiques et baltiques
  - Falaises avec végétation des côtes méditerranéennes avec Limonium spp. endémiques

- Marais et prés-salés atlantiques et continentaux
  - Végétations pionnières à Salicornia et autres espèces annuelles des zones boueuses et sableuses
  - Prés à Spartina (Spartinion maritimae)
  - Prés salés atlantiques (Glauco-Puccinellietalia maritimae)
  - Prés salés intérieurs

- Marais et prés-salés méditerranéens et thermo-atlantiques
  - Prés salés méditerranéens (Juncetalia maritimi)
  - Fourrés halophiles méditerranéens et thermo-atlantiques (Sarcocornietea fruticosi)
  - Fourrés halo-nitrophiles (Pegano-Salsoletea)

- Steppes intérieures halophiles et gypsophiles
  - Steppes salées méditerranéennes (Limonietalia)

## Cartographie et législation
En droit romain, la mer comme les rivages de la mer sont res communis, choses communes: la mer étant commune son rivage qui en est l'accessoire devait avoir le même caractère. On entend par rivage de la mer la partie de la côte que baigne la mer dans ses plus hautes marées « est tittus maris quatenus hibernus fluctus maximus excurrit » en un mot c'est l'estran. Cependant le long de leur territoire les Romains considéraient la côte de la mer comme propriété de l'État attendu qu'elle forme une espèce de dépendance de la terre ferme et le droit public moderne contient une disposition analogue.
Le niveau correspondant à la limite basse de l'estran (laisse de basse mer) sert généralement d'altitude de référence pour les cartes marines (ou zéro hydrographique), à la différence des cartes terrestres qui utilisent le niveau de la mer comme référence. En revanche, tous les organismes cartographiques ne considèrent pas la même partie basse : en France par exemple, l'altitude prise en compte est le niveau des plus basses mers (coefficient de marée de 120), tandis que certaines anciennes cartes britanniques se réfèrent au niveau des basses mers moyennes de vives-eaux (coefficient de marée de 95).
Tout comme la partie sèche du littoral, la propriété et l'utilisation de l'estran peut donner lieu à des controverses légales et politiques :
- en Nouvelle-Zélande, plusieurs groupes māori ont revendiqué leurs droits sur l'estran (et le plancher océanique) sur des bases historiques. Le Foreshore and Seabed Act, qui fut voté en 2004, établit spécifiquement la propriété de l'État sur ces zones. La controverse se poursuit toujours actuellement ( et ) ;
- aux États-Unis, pour les plages privées, certains États comme le Massachusetts utilisent le bas de l'estran pour séparer la propriété privée de la propriété de l'État. D'autres États comme la Californie prennent en considération le haut de l'estran ;
- en France, l’estran appartient au domaine public maritime. Il peut être concédé (autorisation d'occupation temporaire, concession d'utilisation) pour des usages privés (conchyliculture, mouillage, câbles…), mais pour des durées limitées ; ces concessions n'entraînent pas de transfert de propriété de l'estran et peuvent faire l’objet de redevances annuelles dues à l’État pour cette occupation. Dans ce domaine public, aucune construction même saisonnière ne peut se faire sans autorisation préalable par un service de l’État au-delà d’une utilisation supérieure à la journée, et cette occupation impose la protection des lieux, le respect de l’environnement (propreté) et la restauration des lieux en l'état initial. De plus, certaines utilisations non construites peuvent être interdites par arrêté préfectoral, telles que le campement, l’allumage de feux, la pêche ou la chasse, la cueillette ou les plantations, le creusement du sous-sol, la prospection et le pompage des eaux, l’usage de certains véhicules motorisés ou non, l’accès par des animaux domestiques ou le traitement des sols.